# FSR Tarpan
Le FSR Tarpan est un véhicule utilitaire polonais construit entre 1973 et 1994 par Fabryka Samochodów Rolniczych à Poznań.
La présérie de 25 exemplaires a été fabriqué en décembre 1972. Les essais techniques démontrent la nécessité de modifier la construction. La production de série est lancée en 1973 après les modifications nécessaires.

## Évolution du Tarpan
Tarpan 233 existe en deux versions, l'une 6 places pour une charge utile de 350 kg, l'autre est une 3 places avec une capacité de 575 kg.
Tarpan 235 est une version capable d'emporter 1000 kg de charge, pour cela son châssis est renforcé. De plus Tarpan 235 reçoit les clignotants avant de la Fiat 126. La production de série démarre en 1980.
Tarpan F-233/F-235 est équipé du volant et du moteur 1 481 cm3 en provenance de la Fiat Polski 125P.
Tarpan 239D- véhicule équipé des moteurs diesel de 2 417 cm3 et de 2 502 cm3.